# Mario Pontoni

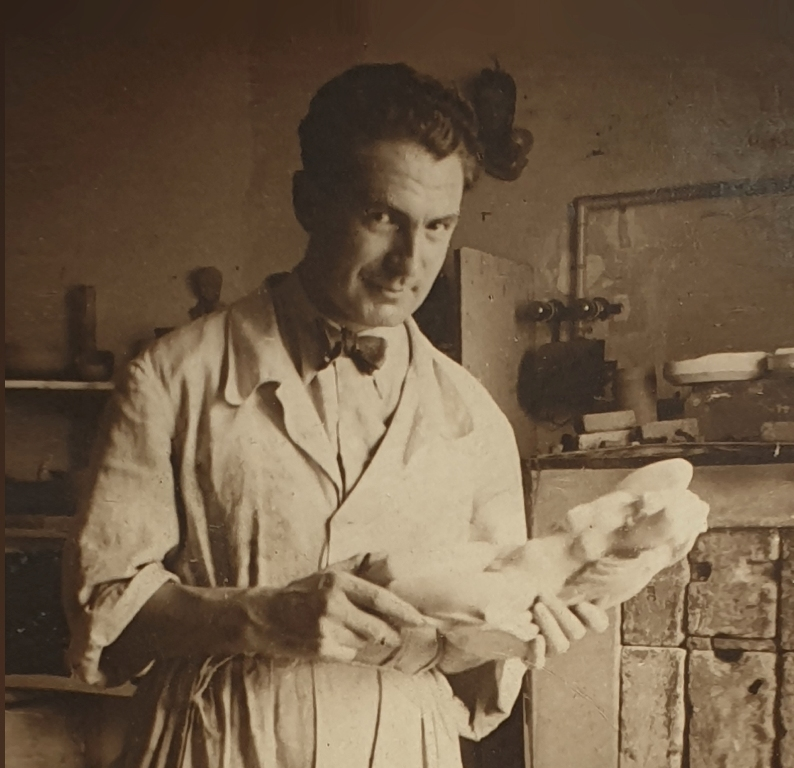
Abb. 1: Porträt Mario Pontoni (1928)

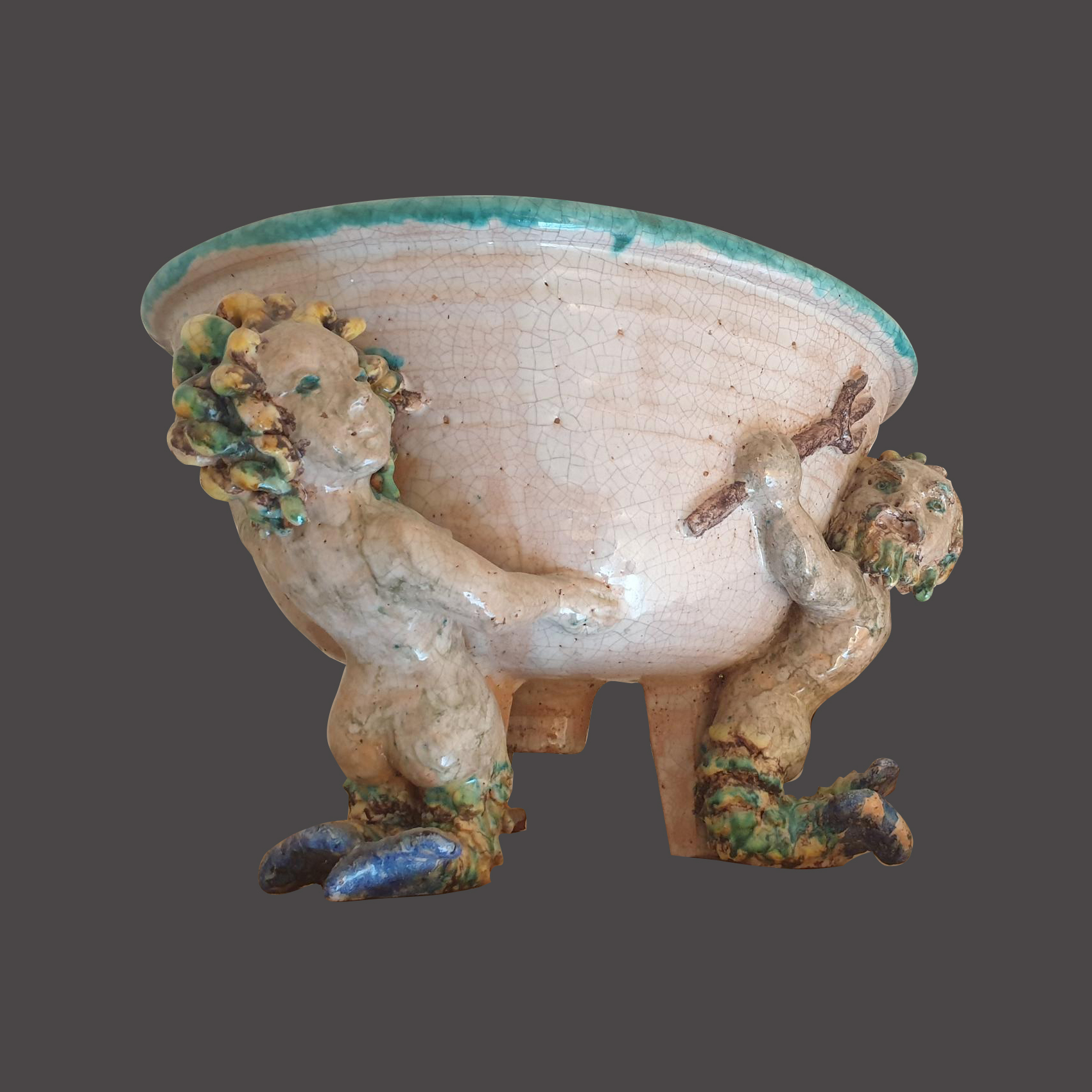
Abb. 2: Neptun-Brunnenschale 1955

Mario Pontoni (* 19. Mai 1905 in Görz; † 2. Jänner 1996 in Purkersdorf) war ein österreichischer Keramiker.

## Leben und Wirken
Mario Pontoni begann (nach der Pflichtschulausbildung in Görz) ab 1920 eine Ausbildung an der Gewerbeschule für Elektrotechnik und Mechanik (Instituto Tecnico Industriale per Elettrotecnica e Meccanica) in Vicenza, die er jedoch 1922 abbrach. Er absolvierte dann von 1924 bis 1928 eine kunsthandwerkliche und künstlerische Ausbildung an der Staatsgewerbeschule für das Baufach- und Kunstgewerbe Graz (Ortweinschule), wo er in der „Fachklasse für Keramik“ u. a. bei Wilhelm Gösser und Hans Adametz ausgebildet wurde und einen Gesellenbrief für das Töpfer- und Hafnergewerbe erwarb. 1928 übersiedelte er nach Wien, wo seine Schwester und seine Mutter inzwischen lebten.
Nach kurzen Tätigkeiten in der „Majolika und Steingutfabrik Krause“ in Schweidnitz (Schlesien) (1929), und der „Feinsteinzeugfabrik J. Paul & Sohn“ in Bunzlau (Schlesien) (1930) folgten Jahre der Arbeitslosigkeit, bis er und die damals schon bekannte Künstlerin Gudrun Baudisch 1935 ein gemeinsames „Bildhauer und Plastiker Atelier“ in der Wiener Schottengasse gründeten. Die beiden kannten einander aus der gemeinsamen Ausbildungszeit an der Grazer Ortwein-Schule. Hier fertigte Pontoni einerseits eigene Arbeiten und war andererseits vor allem Ausführender für von Baudisch entworfene Keramikobjkete, sowie für deren Ton-, Gips- und Stuck-Modelle für ihre damaligen baukünstlerischen Arbeiten. Spätestens seit 1938, als Baudisch sich für öffentliche Aufträge zu Decken- und Wandgestaltungen ab 1936 häufig in Berlin aufhielt und dann 1938 nach München übersiedelte, führte Mario Pontoni die Werkstatt dort bis 1940 allein weiter.
Er gehörte seit dessen Gründung Herbst 1938 dem „Wiener Kunsthandwerksverein“ (eine NS-Nachfolgeorganisation des zwangsweise aufgelösten Österreichischen Werkbundes), und seit 1939 auch der dt. „Reichskammer der bildenden Künste“ an. Diese Mitgliedschaften waren in der NS-Zeit unabdingbar, um als Künstler überhaupt arbeiten und öffentlich auftreten zu können, und bedeuteten nicht, dass Pontoni selbst oder die Mehrheit der dort vertretenen Künstler aktive Verfechter des Nationalsozialismus waren.
Mario Pontoni heiratete 1940 Helga Fernau (1912–1991), eine Absolventin der „Kunstgewerbeschule des österreichischen Museums für Kunst und Industrie“ (heute Universität für angewandte Kunst Wien), mit der er einen Sohn (Clemens Pontoni, * 1940) hatte.
Er verlegte ab 1940 Atelier und Wohnsitz in die Mariahilfer Straße 71 (Wohnsitz seiner Gattin Helga Fernau-Pontoni). Ab 1941 wirkte er auch an der sog. „künstlerischen Versuchswerkstatt“ des Wiener Kunsthandwerksvereins (geleitet von Josef Hoffmann) mit. Nun konnte er eigene keramische Arbeiten (Gebrauchs- und Unikat-Keramik) schaffen und auch über die Ausstellungen des Wiener Kunsthandwerksvereins (s. u.) erfolgreich verkaufen.
Er unterhielt dieses Atelier in der Nachkriegszeit und noch bis 1970, dann verkaufte er es und ging in den Ruhestand, während dessen er jedoch immer wieder kleinere Arbeiten herstellte, u. a. Repliken römischer Öllampen für das Römermuseum Wien.

## Kooperation mit anderen Keramikern
Mario Pontoni betrieb seine keramischen Werkstätten einerseits für eigene Keramik, andererseits als Fertigungsort im sog. Lohnbrand für andere Keramiker. Darüber hinaus fertigte er dort auch Kopien von Museumskeramiken für verschiedene österreichische Museen. Unter den vielen Keramikern, die die kostengünstige und qualitätvolle Fertigstellung von Arbeiten durch Mario Pontoni in Anspruch nahmen, waren auch für die österreichische Keramikkunst wichtige und bekannte Künstler:
- Gudrun Baudisch-Wittke: Mario Pontoni fertigte bzw. vollendete ab 1935 bis 1938 für Gudrun Baudisch-Wittke (1907–1982) viele ihrer Entwürfe und Skizzen im gemeinsamen Atelier in Wien. Baudisch hatte damals etliche Aufträge in Keramik und Stuck, die an der Verbindung Baudisch`s mit der Wiener Werkstätte (1926–1930) anknüpften und ihre Bedeutung als künstlerische Raumgestalterin in den 30er Jahren widerspiegelten. Hier war Mario Pontoni mit seinen Gipsmodellen, Stuck- und Tonformen, Glasuren und Bränden ein wichtiger Partner.
- Alfred Hofmann: Um 1942 begann die Zusammenarbeit mit dem österr. Bildhauer Alfred Hofmann (1879–1958), der immer wieder auch Keramiken entwarf und bei Mario Pontoni ausformen, glasieren und brennen ließ. Diese Zusammenarbeit dauerte bis 1957.
- Josef Hoffmann: Im Rahmen der vom bekannten Architekten, Designer und Gründer der „Wiener Werkstätte“ Josef Hoffmann (1870–1956) geleiteten o. a. „künstlerischen Versuchswerkstatt“ des Wiener Kunsthandwerksvereins war Mario Pontoni 1943 bis 1945 auch für die Umsetzung keramischer Entwürfe Hoffmanns tätig. In der Sammlung des Wien Museums befinden sich mehrere Objekte, die dieser Zusammenarbeit zugeschrieben werden.[5]
- Michael Powolny: Mario Pontoni fertigte ab 1948 bis 1953 im Lohnbrand kleinere Keramiken (bis ca. 65 cm Höhe) für den Keramikdesigner und Bildhauer Michael Powolny (1871–1954), dem wohl wichtigsten österreichischen Keramiker der ersten Hälfte des 20. Jahrhunderts. Anhand der Signaturen (beide signierten Keramiken mit „PM“, wenn auch in unterschiedlichem Design) erscheint es erwiesen, dass etliche bisher Michael Powolny zugeschriebene Keramikobjekte von Mario Pontoni stammen.[6]

## Eigene Werke
Mario Pontoni fertigte ab 1935 bis zur Schließung seines zweiten Wiener Ateliers (1970) laufend auch eigene Unikat-Keramiken, die einerseits 1940–1949 über den o. a. Wiener Kunsthandwerksverein, und ab 1952 zumeist über das Keramik- und Wohndesign-Geschäft „Wohnkunst und Wohngeräte“ von Eduard J. Pawlata verkauft wurden. Bekannt sind Kaffee- oder Teeservices, Tassen, Bowletöpfe, Schüsseln, Honigdosen, Krüge und Kannen, Übertöpfe, Vasen u. a. Da Pontoni seine Arbeiten oft nicht signierte, können ihm nur relativ wenige Werke eindeutig zugeordnet werden.

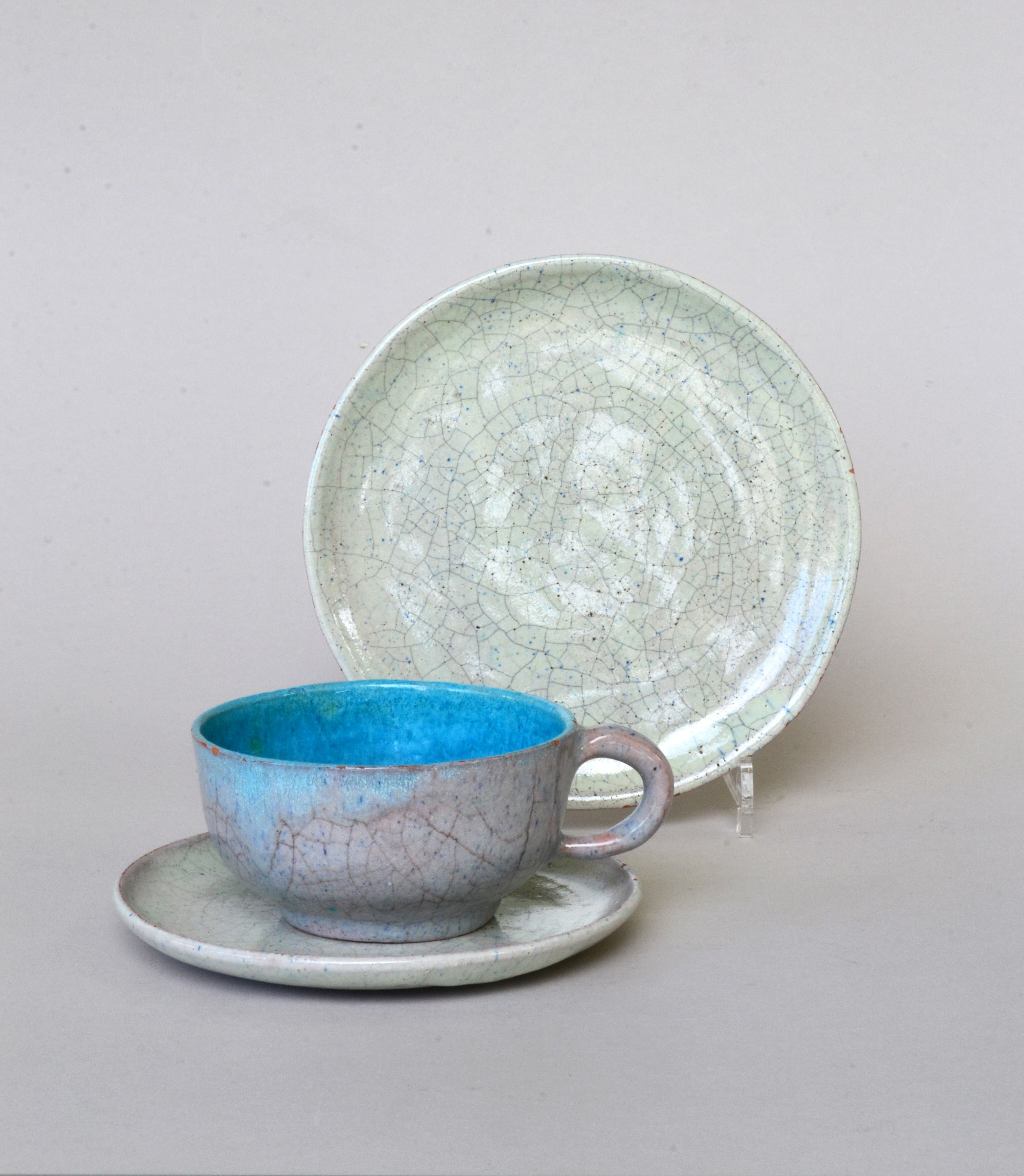
Abb. 3 Kaffee-Service 1946
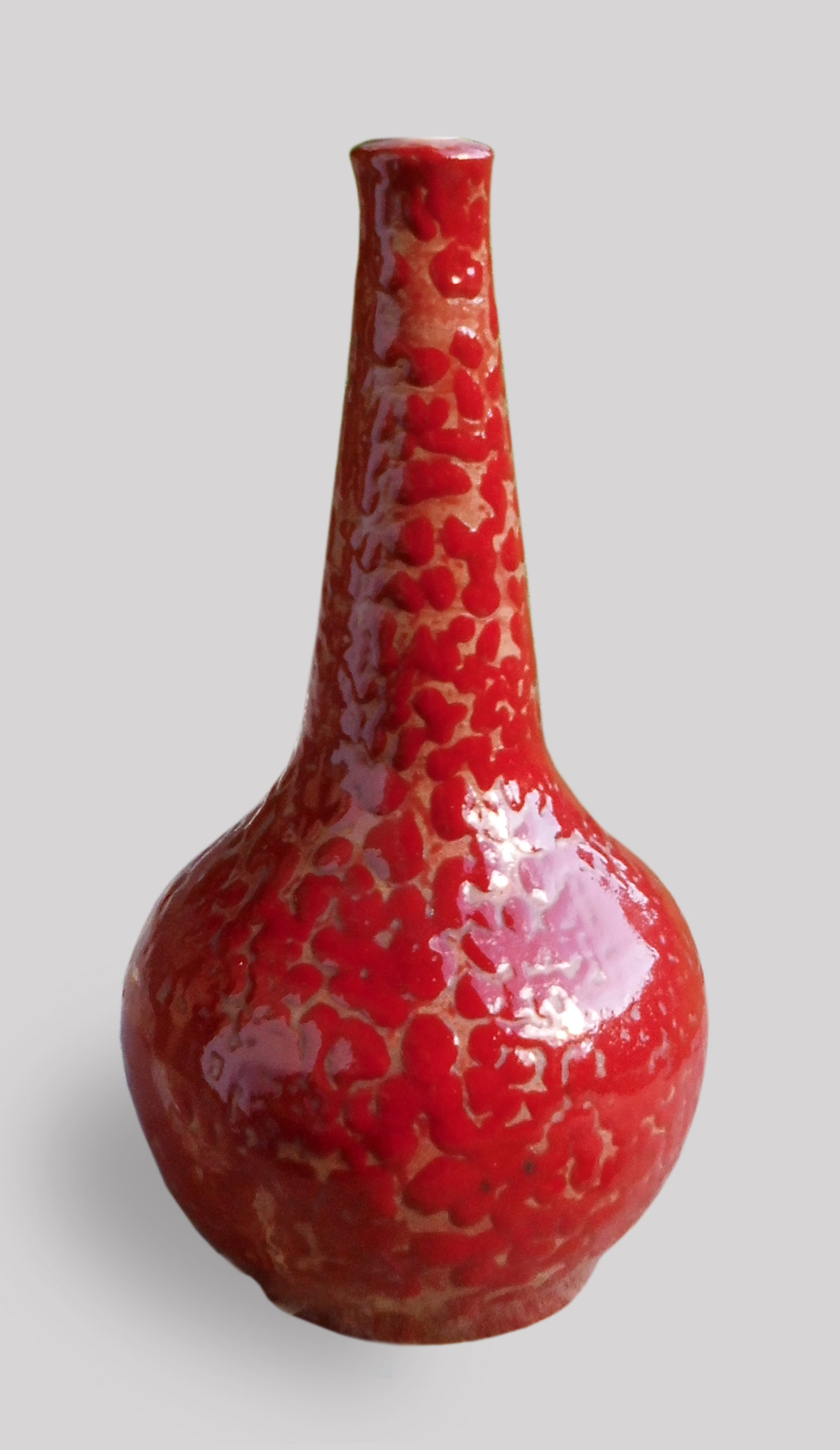
Abb. 4 Lampenfuß 1959
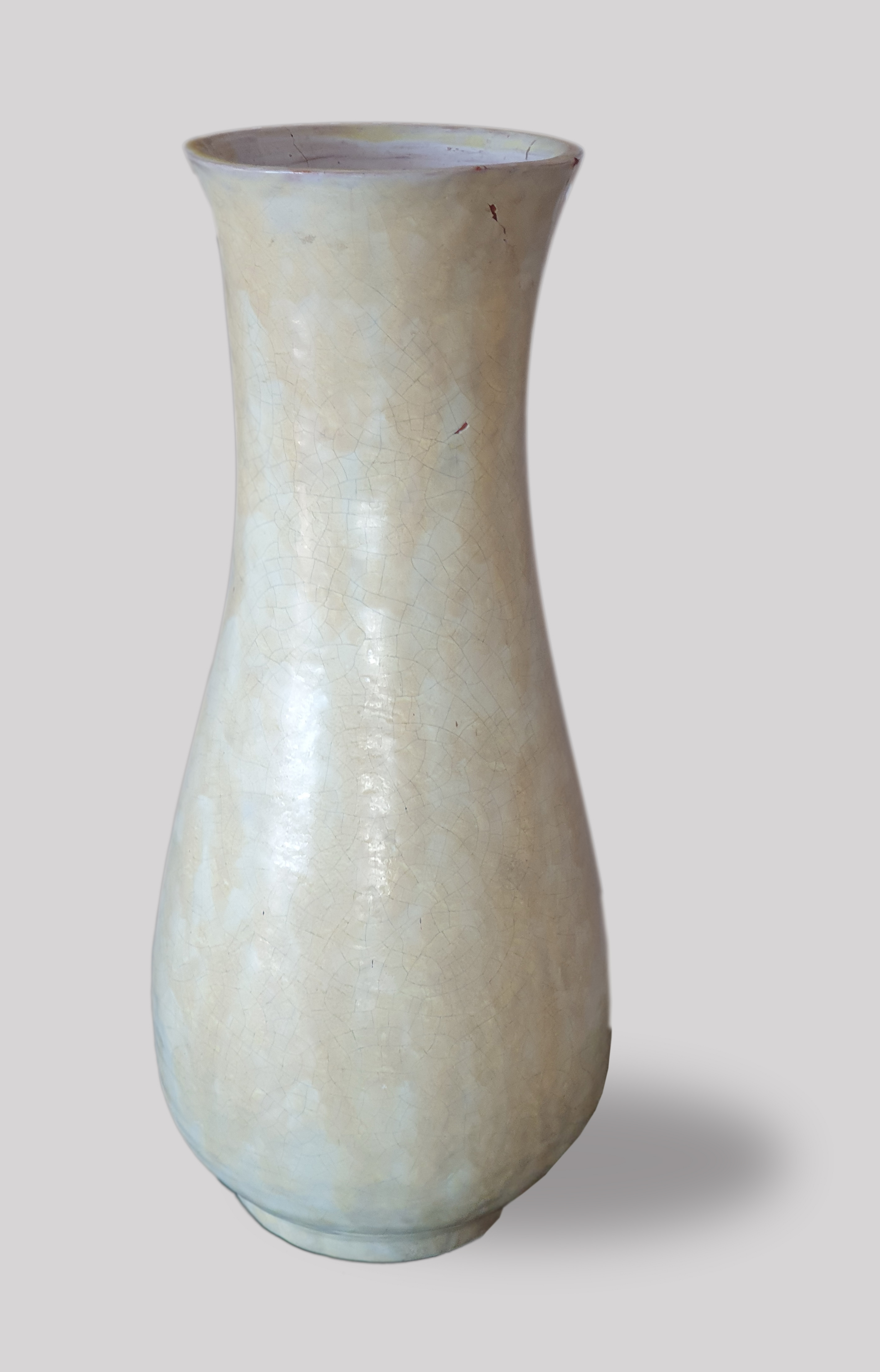
Abb. 5 Vase 1965
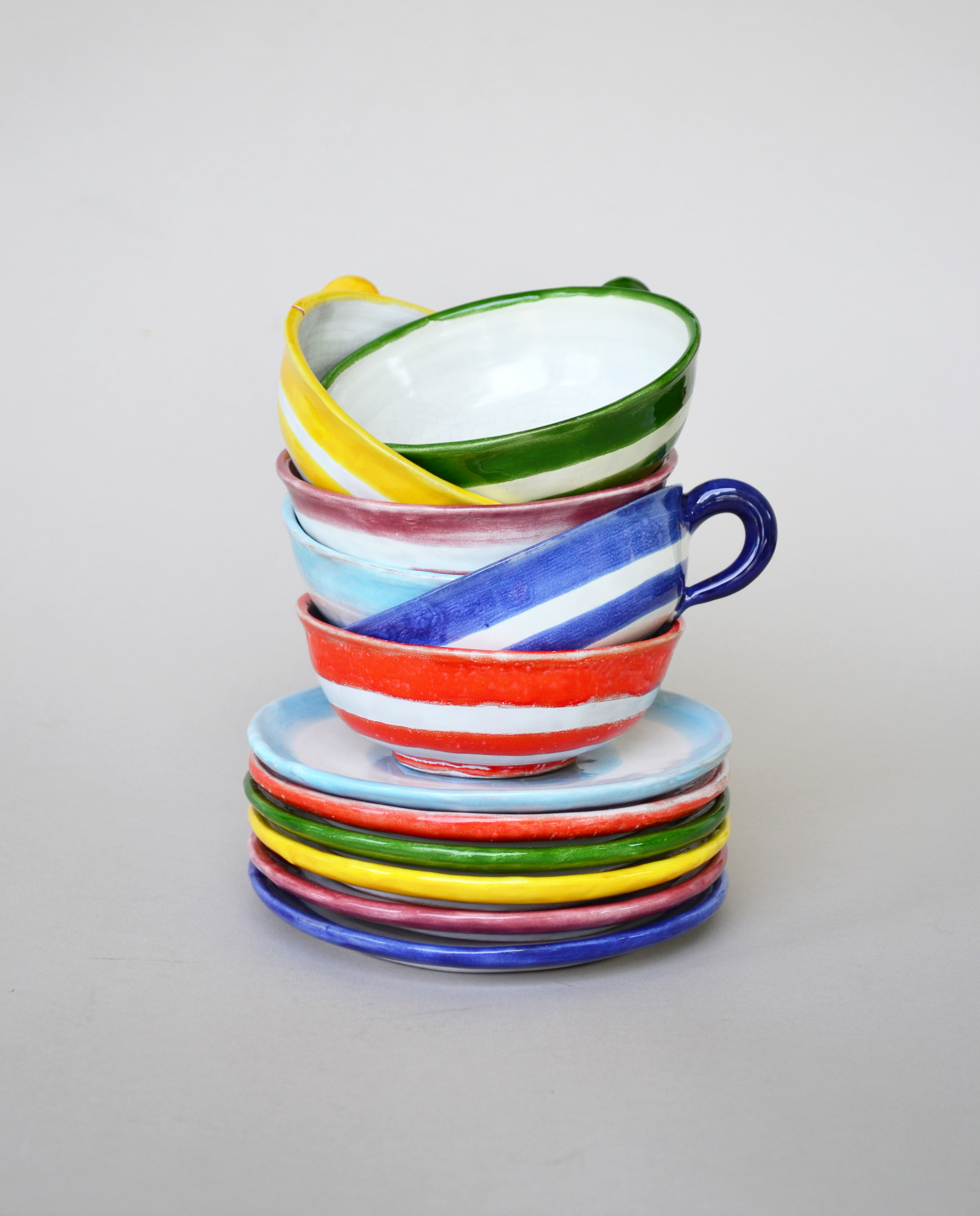
Abb. 6 Kaffee-Tassen 1968
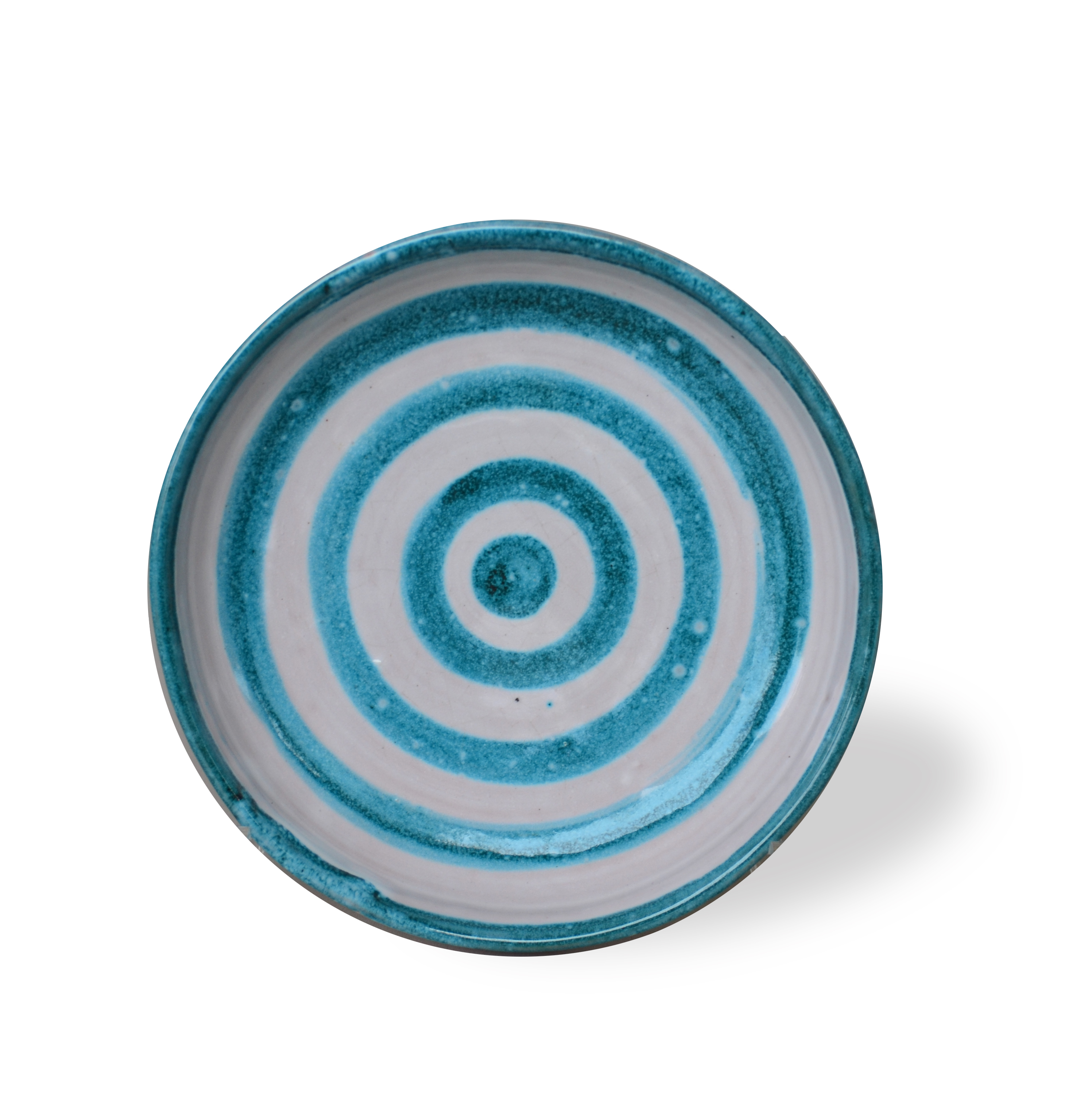
Abb. 7 Schale 1969

## Ausstellungen
Mario Pontoni war bei verschiedenen Gruppenausstellungen im Kontext des „Wiener Kunsthandwerksvereins“ beteiligt, trat jedoch nie mit personalen Ausstellungen in Erscheinung. Bekannt sind derzeit folgende Ausstellungen:
- 1940–1941 Sonderschau, veranstaltet vom Wiener Kunsthandwerksverein, Vereinsräume, Kärntner Straße 15, Wien I.[8]
- 1941 Deutsches Kunsthandwerk auf der Reichsmesse Leipzig (im Rahmen der Präsentation „Wiener Kunstgewerbe Gauleitung Niederdonau“), am damaligen Messe-Standort Stentzlers Hof, Leipzig.[9]
- 1943 Deutsche Werkkunst (Ausstellung veranstaltet vom Kunst-Dienst Berlin in Verbindung mit dem Wiener Kunsthandwerksverein), Staatliches Kunstgewerbemuseum (Wien).[10]
- 1943 Herbstausstellung 1943 des Wiener Kunsthandwerksvereins, Vereinsräume, Kärntner Straße 15, Wien I.[11]
- 1944 Frühjahrsausstellung 1944 des Wiener Kunsthandwerksvereins, Vereinsräume, Kärntner Straße 15, Wien I.[12]
- 1946–1947 Modernes österreichisches Kunsthandwerk, Ausstellung des Wiener Kunsthandwerksvereins, Kunstgewerbemuseum Zürich, Schweiz.
- 1947 Leistungsschau im Wiener Kunsthandwerk-Verein, Vereinsräume, Kärntner Straße 15, Wien I.[13]
- 1951 Nona Triennale di Milano 1951 (Sezione delle Arti decorative e industriali austriache, progetto dall'architetto Oswald Haerdtl), Palazzo della Triennale, Mailand.[14]
- ab 1952 bis ca. 1965 Verkaufsausstellungen, Geschäft „Wohnkunst und Wohngeräte“, Eduard J. Pawlata, Kärntner Straße 14, Wien I.